# Foursquare Deutschland
Foursquare Deutschland, Freikirchliches Evangelisches Gemeindewerk e. V. (fegw), ist ein freikirchlicher Gemeindeverband evangelischen Bekenntnisses mit Sitz in Hannover. Es ist selbständiges deutsches Mitgliedswerk im internationalen Dachverband der „International Church of the Foursquare Gospel“ (ICFG) mit Sitz in Los Angeles, CA, USA.

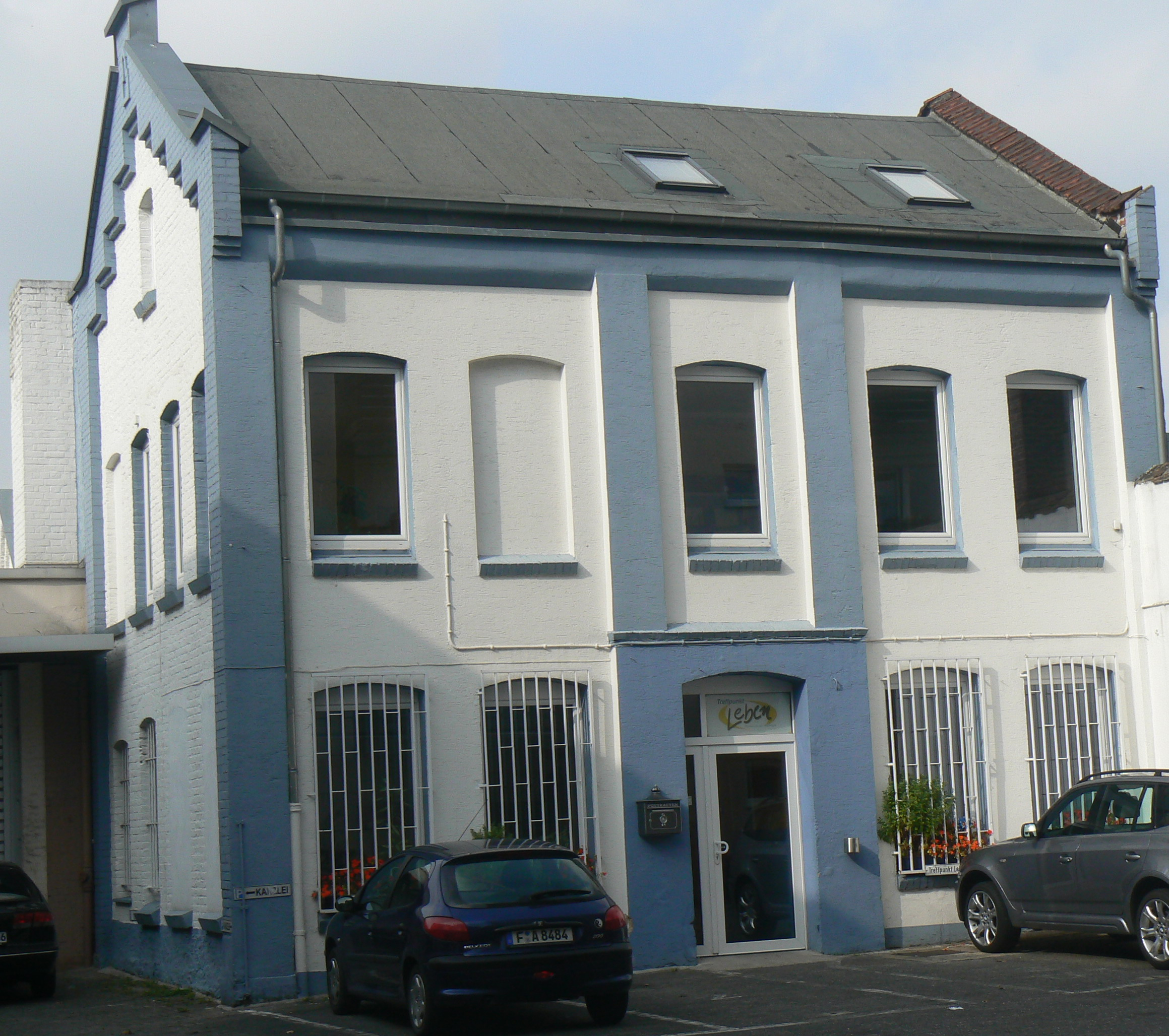
Das frühere Gemeindehaus der fegw-Gemeinde Treffpunkt Leben in Frankfurt am Main, ursprünglich ein Bürogebäude

## Geschichte
Eine erste Gemeindearbeit der Foursquare Gospel Church in Deutschland hatte es bereits 1937 in Berlin gegeben, die kriegsbedingt jedoch zum Erliegen kam.
In Deutschland wurde der deutsche Trägerverein dieser Freikirche als Freikirchliches Evangelisches Gemeindewerk (fegw) 1986 mit zwei Mitgliedsgemeinden in Bad Wildungen gegründet. Die dahinter stehenden Christen kamen aus verschiedenen Landes- und Freikirchen. Erster Leiter der Freikirche war Jörg Schmidt. 2010 erfolgte die Umbenennung in den heutigen Namen. Aktuell (2023) wird Jochen Geiselhardt als Leiter Foursquare Deutschland angegeben.

## Verhältnis der Gemeinden untereinander und zur internationalen Kirche
Die Mitgliedsgemeinden sind eigenständig in der Gestaltung ihres Gemeindelebens.
Was die verschiedenen Gemeinden verbindet, sind gemeinsame Ziele, Grundwerte, Beziehungen sowie die verbindende Geschichte.

„Als Teil einer internationalen Kirche betont das Freikirchliche Evangelische Gemeindewerk eine eigenständige Identität als deutsche Freikirche. Wird die ‚International Church of the Foursquare Gospel‘ international zur Pfingstbewegung gezählt, sehen sich viele Leiter und Mitglieder des ‚fegw‘ eher als evangelikale Freikirche mit einer moderaten charismatischen Prägung. Das Wort ‚Evangelisch‘ im Namen der Freikirche soll bewußt die Nähe zum Erbe der Reformation ausdrücken.“

## Statistische Angaben
Das fegw umfasst heute 33 Gemeinden in Deutschland mit rund 2.200 Zugehörigen davon 1.100 Mitgliedern. 1993 waren es noch acht Gemeinden mit 920 Menschen gewesen, 1995 zehn Gemeinden mit 1.300 Menschen, Angehörige inbegriffen, sowie 20 Pastoren.

## Ökumene
Seit 2007 gehörte das fegw als Gastmitglied zur Vereinigung Evangelischer Freikirchen, seit Herbst 2014 ist es dort Vollmitglied.